# Intersex Peer Support Australia
Intersex Peer Support Australia (IPSA), también conocido como Androgen Insensitivity Syndrome Support Group Australia, es posiblemente la organización intersexual más antigua conocida, establecida en 1985.Proporciona apoyo, información y defensa a pares y familias. El grupo está dirigido por voluntarios, para personas con variaciones intersexuales como el síndrome de insensibilidad a los andrógenos. Cambió de nombre de Androgen Insensitivity Syndrome Support Group Australia (AISSGA) a Intersex Peer Support Australia en 2019.

## Historia
IPSA puede ser la organización intersex más antigua, establecida en 1985, antes del  Androgen Insensitivity Syndrome Support Group (Reino Unido), establecido en 1988,y la Sociedad Intersex de América del Norte (ISNA) en 1993.
IPSA fue fundada por el Dr. Garry Warne, entonces Director de Endocrinología Pediátrica del Royal Children's Hospital de Melbourne. Ahora está dirigido por una junta de personas con variaciones intersexuales y padres. Los miembros notables incluyen a Bonnie Hart, Phoebe Hart y Tony Briffa. Muchos miembros del grupo participaron en la road movie autobiográfica de Phoebe Hart de 2010, Orchids, My Intersex Adventure.
La organización cambió de nombre en 2019.

## Actividades

### Apoyo de los compañeros
La actividad principal del Grupo es brindar información, apoyo y defensa a pares y familiares.Produce boletines informativos periódicos, conocidos como dAISy, una conferencia anual y reuniones periódicas en Brisbane, Melbourne y Sídney.

### Integridad física y autonomía corporal
El grupo ha abogado por cuestiones de derechos humanos intersexuales desde al menos el cambio de siglo, con presentaciones sobre discriminación y terminaciones prenatales que se remontan a 2003. Tony Briffa fue publicado en Nature en abril de 2004, pidiendo el fin de los tratamientos irreversibles de asignación de sexo en la infancia.El grupo también presentó una presentación similar ante una investigación del Senado australiano de 2013 sobre la esterilización involuntaria o forzada de personas con discapacidad.
En marzo de 2017, representantes de IPSA participaron en una "Declaración de Darlington" consensuada en Australia y Aotearoa/Nueva Zelanda por parte de organizaciones comunitarias intersexuales y otras.La declaración pide una reforma legal, incluida la penalización de las intervenciones médicas intersexuales diferibles en niños, el fin de la clasificación legal del sexo y un mejor acceso al apoyo de pares.

### Educación y sensibilización
Andie Hider, entonces presidente de IPSA, participó en el programa de televisión Four Corners del canal australiano ABC en julio de 2005.La actual presidenta Bonnie Hart apareció en la televisión australiana con el presidente de Intersex Human Rights Australia, Morgan Carpenter, en marzo de 2015,y en un vídeo corto para el proyecto QLife de la Alianza Nacional de Salud LGBTI, más tarde ese año.

## Afiliaciones
IPSA es miembro de LGBTIQ+ Health Australia.